# Ругешешть
Ругешешть, Ругешешті (рум. Rugășești) — село у повіті Клуж в Румунії. Входить до складу комуни Кешею.
Село розташоване на відстані 355 км на північний захід від Бухареста, 54 км на північ від Клуж-Напоки.

## Населення
За даними перепису населення 2002 року у селі проживали 1116 осіб. Рідною мовою 1114 осіб (99,8%) назвали румунську.
Національний склад населення села:
| Національність | Кількість осіб | Відсоток |
| -------------- | -------------- | -------- |
| румуни         | 1028           | 92,1%    |
| цигани         | 84             | 7,5%     |